# Anastasi I (papa)
Anastasi I (mort a Roma el 19 de desembre del 401), va ser papa de l'Església Catòlica entre el 399 i 401. Les esglésies cristianes ho celebren el 19 de desembre a Occident i el 27 d'abril a Orient.

## Biografia
Romà de naixement, va ser escollit papa el 27 de novembre del 399. Va intentar conciliar les esglésies de Roma i d'Antioquia. Va prescriure que els sacerdots estiguessin drets a l'hora de llegir els evangelis. Va succeir a Jerònim en la seva controvèrsia amb Rufí respecte a Orígenes. Va excomunicar a Rufí i va condemnar els treballs d'Orígenes però va reconèixer que mai havia escoltat el nom d'Orígenes abans de la traducció d'una de les seves obres per Rufí. Segons la tradició hauria tingut un fill que el succeí com a Innocenci I.
Va morir el 19 de desembre del 401. A Occdient solia celebrar-se el 27 d'abril, fins que el 1992 es va canviar la data.